# Хайкин, Владислав Евгеньевич
Владислав Евгеньевич Хайкин (род. 8 февраля 1974 года, Москва) — российский тренер по лёгкой атлетике, мастер спорта России, заслуженный тренер России (2014).

## Биография
Владислав Евгеньевич Хайкин родился 8 февраля 1974 года в Москве. Окончил школу № 9.
В настоящее время он работает тренером в СШОР «Юность Москвы» по лёгкой атлетике имени братьев Знаменских.
В 2009 году выступил в качестве спортивного консультанта тематической съёмки фотографа Ульяны Сергеенко.
В 2013 году Хайкин был награждён нагрудным знаком «Отличник физической культуры и спорта». В 2014 году он удостоен почётного спортивного звания «Заслуженный тренер России».
Среди его воспитанников:
- Дмитрий Кочкаров — чемпион Сурдлимпийских игр 2013 года, многократный чемпион России (спорт глухих)[6],
- Георгий Горохов — трёхкратный чемпион России (2016, 2017)[7],
- Татьяна Стецюк — победительница Гимназиады 2009 года[8], бронзовый призёр чемпионата мира среди юношей 2009 года и обладательница премии «Акт Фейр-плей Пьера де Кубертена»[9],
- Татьяна Швыдкина — серебряный призёр чемпионата России 2015 года[10],
- Татьяна Захарченко — бронзовый призёр чемпионата России среди юниоров в помещении 2015 года[11],
- Виктор Брумель[12] и другие спортсмены[13][14].